# Argemone albiflora
Argemone albiflora Hornem. – gatunek rośliny z rodziny makowatych (Papaveraceae Juss.). Występuje naturalnie w Stanach Zjednoczonych. 

## Rozmieszczenie geograficzne
Rośnie naturalnie w Stanach Zjednoczonych – na Florydzie, w południowej Alabamie, południowym Missisipi, południowo-zachodniej Luizjanie, wschodnim Teksasie, północnym Arkansas, południowym Missouri, zachodnim Illinois, południowo-wschodnim Wisconsin, wschodniej części Karoliny Południowej, wschodniej Georgii oraz południowo-wschodniej części Karoliny Północnej, a według innych źródeł także w Dakocie Północnej, Iowa, Kentucky, Michigan, Maryland, Nowy Jork, Connecticut i Massachusetts. 

## Morfologia
PokrójRoślina jednoroczna lub dwuletnia dorastająca do 40–100 cm wysokości. Łodyga jest mniej lub bardziej ciernista.
LiścieSą pierzasto-klapowane, lekko kolczaste.
KwiatyDziałki kielicha nie są pokryte kolcami i dorastają do 3–6 mm długości. Płatki mają białą barwę i osiągają do 25–50 mm długości. Kwiaty mają około 150 wolnych pręcików o żółtych nitkach. Zalążnia zawiera 4 lub 5 owocolistków.
OwoceTorebki o kształcie od podłużnego do elipsoidalnego. Są pokryte kolcami. Osiągają 20–40 mm długości i 10–15 mm szerokości.

## Biologia i ekologia
Rośnie na nieużytkach, łąkach, wydmach oraz piaszczystych plażach, na terenach nizinnych. 

## Zmienność
W obrębie tego gatunku oprócz podgatunku nominatywnego wyróżniono jeden podgatunek:
- Argemone albiflora subsp. texana Ownbey